# 강식당
《강식당》은 tvN에서 매주 금요일에 방송했던 예능 프로그램으로 신서유기 출연자들이 윤식당 컨셉을 빌려서 시작했다.

## 시즌 1 - 사장이 더 많이 먹는 강식당

### 출연자
- 강호동 : 사장 겸 메인 셰프
- 이수근 : 홀 보조
- 은지원 : 홀 매니저
- 안재현 : 보조 셰프
- 송민호 : 주방 보조

### 게스트
- 백종원 : 자문
- 나영석 : 송민호 부재 시 대타 (나노[1])

### 촬영 장소
- 제주특별자치도 제주시 한림읍 월령리 선인장 군락지

### 메뉴
| 담당   | 메뉴              | 가격   |
| ------ | ----------------- | ------ |
| 강호동 | 강호동까스        | 21,800 |
| 강호동 | 제주많은 돼지라면 | 6,000  |
| 강호동 | 이수근까스        | 2,800  |
| 안재현 | 오므라이스        | 10,900 |
| 이수근 | 삼겹살 김밥       | 4,000  |

## 시즌 2 강볶이 - 화랑도 반한 맛 강식당

### 출연자
- 강호동 : 사장 겸 메인 셰프
- 이수근 : 홀 및 주방 보조
- 은지원 : 홀 매니저
- 안재현 : 보조 셰프
- 송민호 : 홀 보조
- 피오 : 보조 셰프

### 게스트
- 백종원 : 자문

### 촬영 장소
- 경상북도 경주시 새남산길 57 (남산동 833-12 번지) 화랑교육원 앞

### 메뉴
| 담당          | 메뉴                          | 가격  |
| ------------- | ----------------------------- | ----- |
| 강호동        | 니가 가락 국수                | 5,000 |
| 강호동        | 니가 가락 냉국수              | 5,500 |
| 강호동        | 니가 비비바락 국수            | 5,000 |
| 안재현        | 꽈뜨로튀김떡볶이              | 9,200 |
| 안재현        | 미니 꽈뜨로튀김떡볶이         | 6,200 |
| 안재현        | 웃기는 짜장떡볶이             | 3,800 |
| 안재현        | 아기 짜장밥 (어린이 전용메뉴) | 3,500 |
| 피오          | 김치밥이 피오씁니다           | 5,000 |
| 은지원,송민호 | 신묘한 누룽지팥빙수           | 8,000 |
| 은지원,송민호 | 아이스 꽃동심                 | 2,000 |
| 은지원,송민호 | 용볼 빠라삐리 파르페          | 6,500 |

## 시즌 3 강핏자 - 티뷔엔 출연 맛집

### 출연자
- 강호동 : 사장
- 이수근 : 설거지 총 책임자
- 은지원 : 홀 매니저
- 안재현 : 보조 셰프
- 송민호 : 홀 보조
- 피오 : 주방 보조
- 규현 : 메인 셰프

### 촬영 장소
- 경상북도 경주시편
- 주소(소재지) : 경북 경주시 새남산길 57 (남산동 833-12 번지) 화랑교육원 앞

### 메뉴
| 담당          | 메뉴                            | 가격   |
| ------------- | ------------------------------- | ------ |
| 강호동        | 강호동 불고기 파스타            | 9,000  |
| 강호동        | 강호동 돼지고기 파스타          | 9,000  |
| 강호동        | 니가 비비바락 국수              | 5,000  |
| 안재현        | 짜무라이스                      | 3,000  |
| 안재현        | 불튀                            | -      |
| 피오          | 김치밥이 피오씁니다             | 5,000  |
| 은지원,송민호 | 신묘한 누룽지팥빙수             | 8,000  |
| 은지원,송민호 | 아이스 꽃동심                   | 2,000  |
| 은지원,송민호 | 용볼 빠라삐리 파르페(망고,딸기) | 6,500  |
| 은지원,송민호 | 마이 아포-가토                  | 4,500  |
| 규현          | 이수근 한판 피자                | 6,000  |
| 규현          | 강호동 조각 피자                | 25,000 |
| 규현          | 수근이 몇살? 부챗살! 피자       | 9,000  |

## 시청률

### 시즌 1
| 2017년 | 2017년    | 2017년          | 2017년                              |
| 회차   | 방송일    | TNmS 시청률     | AGB닐슨 미디어 리서치 코리아 시청률 |
| 회차   | 방송일    | 대한민국 (전국) | 대한민국 (전국)                     |
| ------ | --------- | --------------- | ----------------------------------- |
| 1      | 12월 5일  | 6.6%            | 5.4%                                |
| 2      | 12월 12일 | 6.2%            | 5.3%                                |
| 3      | 12월 19일 | 6.5%            | 6.9%                                |
| 4      | 12월 26일 | 8.0%            | 8.2%                                |
| 2018년 |           |                 |                                     |
| 5      | 1월 2일   | 9.1%            | 8.3%                                |
| 6      | 1월 9일   | 7.1%            | 5.9%                                |

### 시즌 2
| 2019년 | 2019년   | 2019년                              | 2019년 |
| 회차   | 방송일   | AGB닐슨 미디어 리서치 코리아 시청률 |        |
| 회차   | 방송일   | 대한민국 (전국)                     |        |
| ------ | -------- | ----------------------------------- | ------ |
| 1      | 5월 31일 | 7.7%                                |        |
| 2      | 6월 7일  | 6.5%                                |        |
| 3      | 6월 14일 | 6.0%                                |        |
| 4      | 6월 21일 | 6.1%                                |        |
| 5      | 6월 28일 | 6.9%                                |        |
| 6      | 7월 5일  | 7.1%                                |        |

### 시즌 3
| 2019년 | 2019년   | 2019년                              | 2019년 |
| 회차   | 방송일   | AGB닐슨 미디어 리서치 코리아 시청률 |        |
| 회차   | 방송일   | 대한민국 (전국)                     |        |
| ------ | -------- | ----------------------------------- | ------ |
| 0      | 7월 5일  | 7.172%                              |        |
| 1      | 7월 12일 | 7.470%                              |        |
| 2      | 7월 19일 | 6.151%                              |        |
| 3      | 7월 26일 | 5.562%                              |        |
| 4      | 8월 2일  | 5.880%                              |        |

## 같이 보기
- 신서유기
- 윤식당